# Palazzo Bolognetti-Torlonia

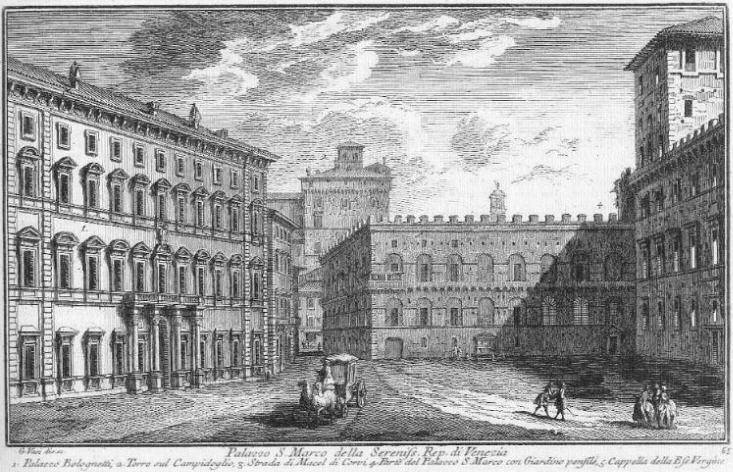
Gravura de Giuseppe Vasi (1761) mostrando a antiga Piazza Venezia. À esquerda, o Palazzo Bolognetti-Torlonia.

 Palazzo Bolognetti-Torlonia, hoje demolido, conhecido também como Palazzo Bolognetti ou Palazzo Torlonia a Piazza Venezia, era um palácio localizado na Piazza Venezia, no rione Pigna de Roma.

## História
Segundo Giuseppe Vasi (1761), o edifício foi construído por Signori Biganzini com base num projeto de Antonio Canavari (outras fontes falam em Carlo Fontana). Depois ele foi comprado pelo conde Bolognetti, de Vicovaro, que dobrou a fachada posterior, de frente para a Piazza dei SS. Apostoli, com base num projeto de Niccolò Giansemoni. 
O edifício foi adquirido em 1807 por Marino Torlonia, da família Torlonia, que abrigou ali inúmeras obras de arte. Na época, a estrutura foi restaurada pelo arquiteto Giovanni Battista Caretti e os afrescos, por Francesco Podestà, mas trabalharam na obra Canova, Thorvaldsen, Tenerani e Cognetti. Entre os famosos que se hospedaram ali depois estão o rei da Baviera, aristocratas russos e os grão-duques de Baden.
O edifício foi demolido em 1903 para melhorar a vista do Monumento a Vittorio Emanuele II a partir da Via del Corso. Antes da demolição, o palácio foi inteiramente fotografado, os afrescos nas paredes e a mobília foram vendidos; alguns exemplares estão atualmente no Museo di Roma, no Palazzo Braschi.

## Características
No piso principal do palácio estavam a Galeria de Teseu, a Sala de Psiquê, a Sala de Diana e a Sala dos Visitantes (atualmente remontada no Palazzo Braschi). Outra ala do palácio era chamada de Galeria de Hércules, obra de Canova, por causa de um grupo de estátuas do artista atualmente abrigadas na Galleria Nazionale di Arte Moderna de Roma. Tratava-se de uma mistura de museu e sala de recepção com pinturas e decorações em gesso, espelhos, mobílias, pratarias e cópias de estátuas gregas e romanas.